# Nowa Pasłęka
Nowa Pasłęka (deutsch Neu Passarge) ist ein Dorf im äußersten Nordwesten der polnischen Woiwodschaft Ermland-Masuren. Es gehört wie Stara Pasłęka (deutsch Alt Passarge) zur Landgemeinde Braniewo  im Powiat Braniewski (Landkreis Braunsberg).

## Geographische Lage
Nowa Pasłęka liegt am linken Ufer der Pasłęka (deutsch Passarge) kurz vor deren Mündung in das Frische Haff (Zalew Wiślany).
Die Staatsgrenze zur russischen Oblast Kaliningrad (Kaliningrader Gebiet) ist etwa 4 km vom Ort entfernt. Nowa Pasłęka ist durch eine Brücke über die Passarge mit Stara Pasłęka verbunden. Die Stadt Braniewo (Braunsberg) liegt 7 km südöstlich vom Ort.

## Geschichte
Um 1300 wurde für die ein- und ausfahrenden Schiffer nach und von Braunsberg ein Einkehrplatz an der Mündung der Passarge geschaffen.
Das Gasthaus (Krug) erhielt den Namen „Pfahlbude“ und gehörte zur Stadt Braunsberg.
Um 1350 wurde der Ort Alt Passarge auf der rechten Seite der Passarge gegründet. Neu Passarge entstand um 1450 auf der linken Seite. Bis zum Beginn des 19. Jhs. hieß der Ort Schifferdorf. Der Hauptwirtschaftszweig des Dorfes war die Fischerei. Hinzu kamen Landwirtschaft, Gemüseanbau und Kahnschifffahrt.
Nach der Reformation mussten die Katholiken, die bisher die Kirche in Alt Passarge nutzten, über 400 Jahre für alle kirchlichen Angelegenheiten den langen Weg nach Braunsberg nehmen. Neu Passarge war jahrhundertelang ein katholisches Dorf, Alt Passarge ein evangelisches.
1926 wurde in der Ortsmitte von Neu Passarge eine kleine katholische Kirche gebaut.
Zwischen 1865 und 1869 wurde eine einklassige Volksschule errichtet. Von 1927 an war die Schule zweiklassig. Zum Schulgebäude gehörten eine Lehrerwohnung und ein Obstgarten. Vor der Schule stand eine Dorfpumpe. Dort holten sich die Bewohner ihr Trinkwasser.
Als Ostpreußen Anfang 1945 von russischen Truppen besetzt wurde, flohen viele Bewohner über das vereiste Haff zur Nehrung und von dort zur Halbinsel Hela und nach Gotenhafen.
Die Schule in Neu Passarge wurde zerstört. Die Kirche blieb erhalten.
Nach dem Zweiten Weltkrieg wurden für die polnische Bevölkerung neue Häuser gebaut.
Für die Katholiken in Stara Pasłęka (deutsch Alt Passarge) und Nowa Pasłęka (deutsch Neu Passarge) ist die renovierte Kirche in Nowa Pasłęka zuständig.
Bis 1945 waren die evangelischen Einwohner von Neu Passarge in die evangelische Kirche Braunsberg in der Kirchenprovinz Ostpreußen der Kirche der Altpreußischen Union eingepfarrt. Heute gehören sie zur Diözese Masuren der Evangelisch-Augsburgischen Kirche in Polen.